# パルプ (小説)
『パルプ』（原題：PULP）は、詩人・作家であるチャールズ・ブコウスキーが最後に執筆した小説。ブコウスキーの死の直前、1994年に出版された。

## 概要
ブコウスキーの他の小説と異なって、語り手はヘンリー・チナスキーではない（ただし名前は登場する）。代わりに、ニック・ビレーンという私立探偵が登場し、20世紀前半のフランスの作家セリーヌと「赤い雀」をそれぞれ見つけ出そうとする。
ビレーンの捜査は、ブコウスキーの他の小説と同様に街（ロサンゼルス）の下流社会を舞台に繰り広げられるが、死神や宇宙人など、話は次第に超自然的・SF的な要素も入り込んでゆく。
ブコウスキーはこの小説を"悪文"に捧げている。小説に登場するエピソードやアイテムはいわゆる「パルプ・マガジン」に見られるようなふざけた悪文やそれに付きものの安っぽい要素を彷彿とさせ、それらへのオマージュともなっている。

## 登場人物
主な登場人物。
ニック・ビレーン
主人公の男。私立探偵で、自称「LA一の名探偵」「スーパー探偵」。依頼料は1時間6ドル。飲んだくれで（日本酒をよく呑む）競馬が趣味。証拠を押さえた時の決め台詞は「おまえのケツを押さえつけたぞ！("I'VE NAILED YOUR Axx!")」
死の貴婦人（レイディ・デス）
ビレーンにセリーヌを捕まえるよう依頼する、「目もくらむ素晴らしい体」の女。
ジョン・バートン
ビレーンに赤い雀(Red Sparrow)を捜すよう依頼する。報酬として生涯毎月百ドルを提示する。なお原著("PULP", ISBN 0-87685-927-9)をはじめ、ブコウスキーの大半の作品がカリフォルニアの"Black Sparrow Press"より出版されている。
セリーヌ
"1890年代"生まれのフランスの作家。生きていれば102歳。実在のセリーヌは1961年に死去しており、ビレーンもそれがヘミングウェイと1日違いであると当初語っている。
ジャック・バス
50代の男で、ビレーンに夫人の 浮気調査を依頼する。
シンディ
ジャックの夫人。手がかりとして渡された写真はなぜかセクシーな姿で写っている。
ハル・グローヴァーズ
葬儀店に勤める貧相な男。つけ狙われている「宇宙人の女」を始末するようビレーンに依頼するが…。
ジーニー・ナイトロ
グローヴァーズの依頼中に現れた美女。グローヴァーズとのやり取りにビレーンはたいへん激高する。

## 邦訳
- 『パルプ』柴田元幸訳 学習研究社 1995年11月 ISBN 4-05-4006183
- 『パルプ』柴田元幸訳 新潮文庫 2000年3月 ISBN 4-10-212913-8

新潮文庫版には、アメコミ風イラストおよびカバー装画が施されている。
- 『パルプ』柴田元幸訳 ちくま文庫 2016年6月 ISBN 4-480-43347-3

## 評価
- 柴田元幸は主人公を「史上最低の私立探偵」[2]と評す。
- 安原顯は本作を「年に一度、必ず読み返す本」[3]としている。
- 高橋源一郎は作品そのものを高く評価するとともに、柴田の邦訳に関してこうコメントしている。「僕は、柴田さんの、チャールズ・ブコウスキーの『パルプ』の翻訳は、日本翻訳史上の最高傑作と思います。あの作品の、柴田訳のブコウスキーは僕の文章の理想像です」[4]